# Лінен
Лінен (нім. Lienen) — місто в Німеччині, знаходиться в землі Північний Рейн-Вестфалія. Підпорядковується адміністративному округу Мюнстер. Входить до складу району Штайнфурт.
Площа — 73,27 км2. Населення становить 8622 ос. (станом на 31 грудня 2020).